# Koro jezici
Koro jezici (privatni kod: koro), podskupina od  (4) sjeverozapadnih plateau jezika iz Nigerije u državama Kaduna, Plateau i Nassarawa, šira benue-kongoanska porodica. Predstavnici su: 
- Ashe [ahs], 35.000 (Barrett 1972).
- Begbere-Ejar [bqv], 35,000 (Barrett 1972).
- Idun [ldb], 10.000 (Barrett 1972).
- Yeskwa ili yasgua [yes], 13.000 (1973 SIL).

Sjeverozapadnu plateau skupinu čine zajedno s jaba ili hyamijskim jezicima.

## Vanjske poveznice
- Ethnologue (14th)
- Ethnologue (15th)